# Художествена галерия
Художествена галерия е място (обикновено сграда), предназначено за излагане и показване пред широката публика на произведения на изобразителното изкуство – скулптури, платна, мебели, фотографии и други. На български език художествена галерия често се използва като синоним на музей за изобразително изкуство.
Има както държавни, така и частни галерии. В държавните много от изложбите са постоянни и произведенията не се предлагат за продажба. Някои други галерии са временни, докато в частните галерии произведенията на изкуството може да се предлагат за продажба. В някои страни дори виртуалните галерии в интернет се смятат за художествени галерии.